# پال پاول (کارگردان)
پال پاول (انگلیسی: Paul Powell؛ ۶ سپتامبر ۱۸۸۱ – ۲ ژوئیهٔ ۱۹۴۴) یک کارگردان اهل ایالات متحده آمریکا بود.